# Icili (tribú)
Icili era el nom de tres membres de la gens Icília que van exercir el càrrec de tribuns de la plebs l'any 409 aC.
Un dels tres va ser probablement Luci Icili, que havia estat tribú de la plebs anteriorment, el 412 aC. Els tres magistrats van demanar als plebeus d'escollir qüestors entre la seva pròpia classe i va ser la primera vegada que aquesta magistratura va anar a mans de plebeus, ja que tres dels quatre qüestors escollits van ser d'aquest origen. Els Icilis també van maniobrar per aconseguir pels plebeus el càrrec de tribú amb potestat consular pel següent any, però això no ho van aconseguir.